# El prófugo
Ne doit pas être confondu avec Intruder (film, 2020).
Pour plus de détails, voir Fiche technique et Distribution.
El prófugo est un film argentin réalisé par Natalia Meta, sorti en 2020.
Il est sélectionné en compétition officielle à la Berlinale 2020.

## Fiche technique
- Titre : El prófugo
- Titre anglais : The Intruder
- Réalisation et scénario : Natalia Meta
- Photographie : Barbara Alvarez
- Montage : Eliane Katz
- Musique : Luciano Azzigotti
- Pays d'origine : Argentine
- Format : Couleurs - 35 mm
- Genre : thriller
- Durée : 90 minutes
- Dates de sortie : 
  - Allemagne : 21 février 2020 (Berlinale 2020)

## Distribution
- Cecilia Roth : Marta
- Nahuel Pérez Biscayart : Alberto
- Erica Rivas : Inés
- Daniel Hendler : Leopoldo
- Agustín Rittano : Nelson
- Guillermo Arengo : Maestro

## Distinctions

### Sélections
- Berlinale 2020 : sélection officielle, en compétition
- Festival international du film de Saint-Sébastien 2020 : sélection en section Horizontes latinos